# Sacrow (Spreewaldheide)

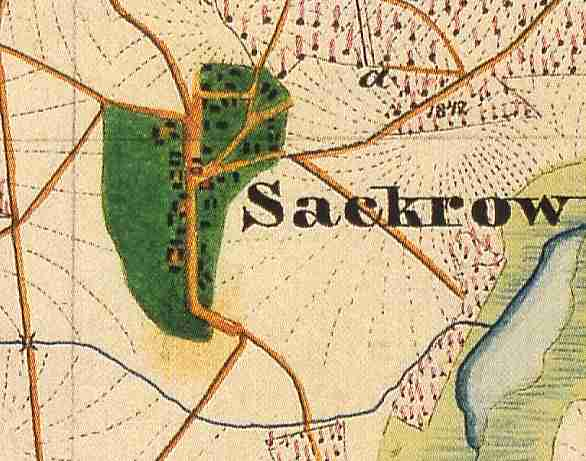
Sacrow auf dem Urmesstischblatt 4050 Straupitz von 1846

Sacrow, niedersorbisch Zakrjow, ist ein Ortsteil der Gemeinde Spreewaldheide im brandenburgischen Landkreis Dahme-Spreewald. Es gehörte vom Mittelalter bis 1674 zur Herrschaft Neu Zauche, ab 1674 zum Amt Neu Zauche, das 1874 aufgelöst wurde. Sacrow schloss sich 1966 mit Waldow zur Gemeinde Sacrow-Waldow zusammen. Mit dem im Jahre 2003 erfolgten Zusammenschluss von Sacrow-Waldow, Laasow und Butzen zur Gemeinde Spreewaldheide wurde die Gemeinde Sacrow-Waldow aufgelöst. Seither ist Sacrow einer der vier Ortsteile der Gemeinde Spreewaldheide. Die Verwaltungsgeschäfte der Gemeinde führt das Amt Lieberose/Oberspreewald.

## Geographische Lage
Sacrow liegt etwa 4 km nördlich von Straupitz (Spreewald) und 15 km östlich von Lübben (Spreewald). Die Gemarkung grenzt im Norden an Goyatz und Waldow, im Osten an Laasow, im Süden an Neu Zauche, im Südwesten an Caminchen und im Westen an Klein Leine. Der höchste Punkt der Gemarkung ist der Sacrower Berg bei 77,2 m, der tiefste Punkt bei etwa 52 m. Im Osten bildet das Laasower Fließ z. T. die Grenze, z. T. verläuft die Gemarkungsgrenze am westlichen Rand der Laasower Fließ-Niederung. Im Südwesten bildet das Klein Leiner Fließ die Grenze. Ein von Norden kommender Graben zum Klein Leiner Fließ bildet für einige hundert Meter die westliche Markungsgrenze. Sacrow ist über die K6109 von Neu Zauche Richtung Waldow zu erreichen. Der Ortskern liegt ca. 200 m nordwestlich der K6109. Der nach Luftlinie, etwa 1,2 km, nächste Ort ist Laasow, der jedoch nicht direkt erreichbar ist, sondern nur über Waldow, das etwa 2 km nordöstlich liegt.

## Geschichte
Das ursprüngliche Sackgassendorf Sacrow wurde 1347 erstmals in einer Urkunde genannt. Der Name leitet sich von einer polabischen Grundform *Zakr'-ev ab, was als (Siedlung) hinter dem Gebüsch zu übersetzen ist. Zum Zeitpunkt der Erstnennung gehörte es bereits zur Herrschaft Zauche (später auch Herrschaft Neu Zauche genannt). Am 22. Februar 1347 erhielten Hans, Fritz, Rudolph und Berchd, die Söhne des Hentze von der Zuche von Ludwig I., „dem Brandenburger“, dem Markgrafen von Brandenburg und der Lausitz den Lehnsbrief über den Hof zu der Zuche mit allem Zubehör, so die Dörfer Zuche (= Neu Zauche), Wozwirch (= Wußwerk), die Alte Niewe (= Alt Zauche), Kamenig (= Caminchen) und Sacrow. Die weitere Besitzgeschichte ist zunächst nicht belegt. 1420 besaßen die Brüder Konrad, Joachim, Johann, Dietrich und Heinrich von Ihlow ein Viertel der Herrschaft Neu Zauche, laut Lehnsbrief vom 25. April 1420. 1422 war Hans von der Zauche (wieder) Besitzer der ganzen Herrschaft. 1439 verkauften sechs Brüder von der Zauche Heinrich, Hans, Friedrich, Titze, Günther und Caspar, vermutlich die Söhne des Hans, die Herrschaft Zauche an den (späteren) markbrandenburgischen Kanzler Heinze von Kracht. Dieser wurde am 7. Oktober 1439 mit Neu Zauche, Wußwerk, Alt Zauche, Radensdorf, Caminchen, Sacro, Waldow, Briesen und Goyatz belehnt. Heinze von Kracht verkaufte die Herrschaft vor 1477 an den Hans von Clumen (Chlumen oder Klumen), der in diesem Jahr Landvogtverweser in der Niederlausitz war. 1505 verkaufte Siegmund von Chlumen die Herrschaft Neu Zauche dem Werner von der Schulenburg. Auf ihn folgte sein Sohn Jacob (I.) und 1541 dessen Sohn Georg V. Georg von der Schulenburg starb 1560 ohne Leibeserben und sein Besitz fiel an seinen Vetter Joachim II. von der Schulenburg. Joachim II. starb 1594; ihm folgte sein Sohn Richard III. Am 25. November 1600 starb Richard III. von der Schulenburg in Pieskow. Erbe war Joachim VII. von der Schulenburg, der am 27. Februar 1601 den Lehnbrief für alle vom Vater ererbten Güter in der Niederlausitz empfing. Der Besitz war zu dieser Zeit stark verschuldet. 1619 starb Joachim VII. von der Schulenburg. Zunächst übernahm seine Witwe die Güter. Die Schulden waren bei weitem noch nicht beglichen, so dass sich die Gläubiger die Herrschaften Lübbenau und Neu Zauche abtreten ließen. Am 28. Februar 1623 ging die Herrschaft Neu Zauche mit den Dörfern Wußwerk, Alt Zauche, Radensdorf, Briesen, Sacro, Waldow, Caminchen und Goyatz an den Landesältesten der Niederlausitz Jobst von Bredow. Jobst von Bredow starb am 26. Februar 1626, Erbe der Herrschaft Neu Zauche war sein Sohn Achim von Bredow, der 1630 den Lehnsbrief über die Herrschaft Neu Zauche erhielt. Die Bredowschen Erben verpfändeten die Herrschaft Neu Zauche schuldenhalber an Ulrich von Wolfersdorf. 1651 verkaufte Achim von Bredow die Herrschaft Neu Zauche endgültig für 42.000 Taler an seinen Schwager Ulrich von Wolfersdorf. Am 8. September 1665 starb Oberstleutnant Ulrich von Wolfersdorf, und am 17. September 1666 erhielten seine Söhne Jan Ulrich und sein Stiefbruder Ulrich Gottfried den Lehnsbrief für die ererbten Güter. Die Herrschaft Neu Zauche fiel an Ulrich Gottfried von Wolfersdorf. Doch auch er war stark verschuldet und 1674 wurde die Herrschaft Neu Zauche zwangsversteigert. Für 30.000 Taler ging sie an den damaligen Landesherrn Herzog Christian I. von Sachsen-Merseburg, der sie in ein landesherrliches Amt umwandelte. Dieses war in den Anfangszeiten verpachtet, später wurde sie von Amtmänner verwaltet. Verwaltungssitz war Lübben. Ende des 18. Jahrhunderts wurde es zusammen mit dem Amt Lübben verwaltet, jedoch stets als eigenes Amt behandelt. Ab etwa 1811 wurde das Amt Neu Zauche als Rentamt bezeichnet, d. h. das Amt bzw. der Amtmann bewirtschaftete die Vorwerke nicht mehr selber, sondern war nur noch für die Einziehung der Renten zuständig. Das Amt Neu Zauche soll nach Beck et al. 1874 aufgelöst worden sein. Berghaus schreibt aber bereits 1855 vom „früheren Amt Neu Zauche“.
1708 lebten fünf Bauern, elf Kossäten und sechs Büdner in Sacrow. 1718 hatte der Ort 625 Gulden Schatzung. Das Amt Neu Zauche hatte inzwischen ein Vorwerk in Sacrow aufgebaut. Die Zahl der Bauern hatte sich auf drei reduziert. Auch die Zahl der Kossäten hatte auf zwei abgenommen. Außerdem lebte noch ein Büdner im Ort. Bis 1809 hatte die Bevölkerung wieder deutlich zugenommen. Es gab aber nur noch einen Ganzbauern (Vollbauern) in Sacrow, neun Ganzkossäten und 13 Häusler oder Büdner. 1818 lebten 139 Personen in Sacro, es gab 26 Feuerstellen (Wohngebäude). 1832 wurden die Lassgüter in erbliches Eigentum umgewandelt. 1840 waren es 27 Wohngebäude, in denen 172 Menschen lebten. Bis um 1850 sprachen noch von 193 Einwohnern elf Personen sorbisch. Bei den großen Überschwemmungen im Sommer des Jahres 1854 wurden 34 Morgen Wiesen in der Niederung des Laasower Fließes überschwemmt. Der Schaden wurde mit 190 Talern festgestellt. 1855 besaß Sacrow bereits eine Schule, die aber bereits im „vorigen Jahrhundert“ erbaut und 1844 erweitert worden war. Die Lehrerstelle in Sacrow war 1855 mit 101 Reichstalern pro Jahr dotiert. 1855 erschien im Amtsblatt der Königlich Preußischen Regierung zu Frankfurt a. d. O. die Bekanntmachung, dass „der Kossäth, jetzt Altsitzer Gottfried Pöschke zu Sacro vor einigen Jahren auf seinem Ackerplan eine Ziegelei, bestehend aus einem Ofen, einem Schuppen und einer Trockenscheune angelegt hat“. Die Ziegelei lag ca. 500 m südöstlich des Ortskerns am Rand der Laasower Fließ-Niederung. Auf der anderen Seite des Fließes lag die Laasower Ziegelei. Die Zahl der Wohngebäude war 1864 auf 30 angestiegen, die Einwohnerzahl auf 205. Damit war auch die Einwohnerhöchststand erreicht. In der folgenden Zeit ging die Einwohnerzahl wieder kontinuierlich zurück. 1870 wurden die den Grundbesitzern in Sacrow und anderen Dörfern des Amtes Neu Zauche zustehenden Brennholzrenten im Börnichener Forst und der Sacrow-Caminchener Heide abgelöst.
| Jahr      | 1818 | 1846 | 1875 | 1890 | 1910 | 1925 | 1939 | 1946 | 1950 | 1964 |
| Einwohner | 139  | 180  | 199  | 184  | 151  | 174  | 134  | 209  | 202  | 152  |

Sacrow war im 20. Jahrhundert eine eigenständige Landgemeinde im damaligen Kreis Lübben. Zum 15. Dezember 1966 schlossen sich die Gemeinden Sacrow und Waldow zur Gemeinde Sacrow-Waldow zusammen. Im Zuge der Ämterbildung im Land Brandenburg 1992 bildete Sacrow-Waldow zusammen mit neun anderen Gemeinden das Amt Straupitz. 1993 wurde der Kreis Lübben aufgelöst und mit dem Kreis Königs Wusterhausen und Luckau zum Landkreis Dahme-Spreewald zusammengeschlossen. Mit Wirkung zum 20. Dezember 1994 wurde das Amt Straupitz in Amt Oberspreewald umbenannt. In der Gemeindereform im Land Brandenburg wurden zum 26. Oktober 2003 die Gemeinden Butzen, Laasow und Sacrow-Waldow aufgelöst und zur Gemeinde Spreewaldheide zusammengeschlossen. Seither sind Sacrow und Waldow wie auch Butzen und Laasow Ortsteile der Gemeinde Spreewaldheide. Das Amt Oberspreewald wurde 2003 mit dem Amt Lieberose zum Amt Lieberose/Oberspreewald fusioniert.

## Kirchliche Zugehörigkeit
Sacrow hat keine Kirche und war 1718 nach Neu Zauche eingepfarrt.

## Tourismus, Veranstaltungen und Brauchtum
In Sacrow gibt es für die Besucher einen Kräutergarten und einen Naturlehrpfad. Jeweils im August findet das Dorffest statt. In Sacrow wird das Zampern noch gepflegt. Auch findet eine Kinderfastnacht statt. Eine lange Tradition haben auch die Veranstaltungen der Feuerwehr.

## Vereine
Eine Reminiszenz an die ehemalige Gemeinde Sacrow-Waldow ist der 1993 gegründete Gesangsverein Sacrow-Waldow e. V., der heute bei vielen regionalen Veranstaltungen und Dorffesten in der Region Spreewald auftritt. Das Repertoire umfasst nicht nur Spreewaldlieder, Volkslieder und Lieder aus aller Welt, sondern auch spreewaldtypische Tänze in Trachten aus dem Spreewald.

## Denkmale und Sehenswürdigkeiten
Die Denkmalliste des Landes Brandenburg für den Landkreis Dahme-Spreewald verzeichnet keine Bau- und/oder Bodendenkmale.

## Persönlichkeiten
- Kurt Finker (1928–2015), Historiker, in Sacrow geboren